# Джанп'єро Пасторе
Джанп'єро Пасторе  (італ. Gianpiero Pastore, 7 травня 1976) - італійський фехтувальник, олімпійський медаліст.

## Виступи на Олімпіадах
| Олімпіада   | Дисципліна      | Місце |
| ----------- | --------------- | ----- |
| Сідней 2000 | шабля, командні | 8     |
| Афіни 2004  | шабля, особисті | 22    |
| Афіни 2004  | шабля, командні | 2     |
| Пекін 2008  | шабля, командні | 3     |